# Código de Udemann

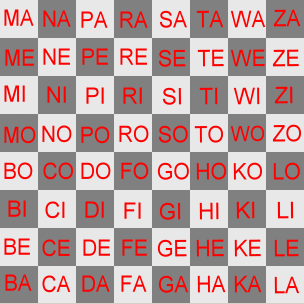
Tabuleiro de xadrez, no qual é demonstrada a designação de cada casa pelo Código de Udemann.

Código de Udemann é o sistema alfabético de notação para lances de xadrez, adotado nas partidas que ocorriam por meio do telégrafo.
Neste código, cada casa do tabuleiro de xadrez é indicada por duas letras, onde um lance com ou sem captura é indicado por quatro letras maiúsculas (casa de origem e de destino da peça). Para o roque somente é indicado o movimento do rei, desta forma, como exemplo, o roque grande das brancas é grafado como GADA e o roque pequeno das negras como SAWA.